# Trey Jemison
Richard Lee Jemison III, meglio noto come Trey Jemison (Birmingham, 28 novembre 1999), è un cestista statunitense, di ruolo centro, professionista nella NBA e nella NBA G League.

## Carriera
Dopo aver trascorso la carriera universitaria tra i Clemson Tigers e i UAB Blazers, nel 2023 viene inserito nel roster dei Birmingham Squadron. Il 20 gennaio 2024 viene firmato con un contratto di dieci giorni dai Washington Wizards; il 30 gennaio viene firmato, sempre con un contratto decadale, dai Memphis Grizzlies.

## Statistiche

### College
| Anno      | Squadra        | PG  | PT  | MP   | TC%  | 3P% | TL%  | RP  | AP  | PRP | SP  | PP  |
| --------- | -------------- | --- | --- | ---- | ---- | --- | ---- | --- | --- | --- | --- | --- |
| 2018-2019 | Clemson Tigers | 20  | 0   | 3,6  | 33,3 | -   | 60,0 | 0,8 | 0,1 | 0,1 | 0,3 | 0,4 |
| 2019-2020 | Clemson Tigers | 30  | 1   | 8,4  | 49,0 | 0,0 | 36,4 | 2,0 | 0,1 | 0,2 | 0,2 | 1,7 |
| 2020-2021 | UAB Blazers    | 29  | 29  | 26,0 | 51,3 | -   | 69,4 | 6,9 | 1,0 | 0,6 | 2,1 | 7,1 |
| 2021-2022 | UAB Blazers    | 34  | 33  | 24,5 | 62,7 | -   | 63,1 | 7,4 | 0,9 | 0,4 | 1,5 | 7,0 |
| 2022-2023 | UAB Blazers    | 39  | 39  | 25,2 | 58,6 | 0,0 | 64,4 | 8,4 | 0,5 | 0,6 | 1,7 | 9,1 |
| Carriera  | Carriera       | 152 | 102 | 19,0 | 56,7 | 0,0 | 64,0 | 5,6 | 0,6 | 0,4 | 1,3 | 5,7 |

### NBA

#### Regular Season
| Anno      | Squadra           | PG | PT | MP   | TC%  | 3P% | TL%  | RP  | AP  | PRP | SP  | PP  |
| --------- | ----------------- | -- | -- | ---- | ---- | --- | ---- | --- | --- | --- | --- | --- |
| 2023-2024 | Wash. Wizards     | 2  | 0  | 0,5  | -    | -   | -    | 0,5 | 0,0 | 0,0 | 0,0 | 0,0 |
| 2023-2024 | Memphis Grizzlies | 23 | 14 | 24,9 | 55,1 | -   | 84,0 | 5,8 | 1,2 | 0,5 | 1,2 | 7,4 |
| 2024-2025 | N.O. Pelicans     | 16 | 0  | 10,4 | 46,9 | -   | 38,1 | 2,8 | 0,6 | 0,4 | 0,4 | 2,4 |
| 2024-2025 | L.A. Lakers       | 22 | 0  | 10,3 | 61,9 | -   | 41,7 | 2,8 | 0,3 | 0,1 | 0,4 | 2,6 |
| Carriera  | Carriera          | 63 | 14 | 15,3 | 55,2 | -   | 58,6 | 3,8 | 0,7 | 0,3 | 0,7 | 4,2 |

### G League
| Anno      | Squadra          | PG | PT | MP   | TC%  | 3P% | TL%  | RP   | AP  | PRP | SP  | PP   |
| --------- | ---------------- | -- | -- | ---- | ---- | --- | ---- | ---- | --- | --- | --- | ---- |
| 2023-2024 | Birm. Squadron   | 25 | 25 | 31,6 | 55,3 | 0,0 | 80,4 | 12,0 | 1,8 | 0,6 | 1,5 | 10,9 |
| 2024-2025 | South Bay Lakers | 4  | 3  | 24,3 | 50,0 | -   | 66,7 | 7,8  | 1,8 | 0,8 | 1,0 | 10,5 |
| Carriera  | Carriera         | 29 | 28 | 30,6 | 54,5 | 0,0 | 78,9 | 11,4 | 1,8 | 0,6 | 1,4 | 10,9 |